# Чертов, Павел Аполлонович
Павел Аполлонович Чертов 1-й (1782 или 1784 — 1871) — генерал от инфантерии русской императорской армии, сенатор.

## Биография
Родился 23 апреля (4 мая) 1782 года или 14 (25) апреля 1784 года. Окончив частное учебное заведение в 1798 году начал военную службу унтер-офицером в гарнизонном генерал-майора Пущина 1-го полку; в 1800 года — прапорщик.
Участвовал в Русско-шведской войне — в захвате Форзби (1808).
Перед Отечественной войной 1812 года был назначен (25.12.1811) командиром Брестского пехотного полка; во время Бородинского сражения, сначала принял командование Рязанским полком (после гибели А. М. Ореуса), а затем — «после раны шефа полка (генерал-майора Ивелича) вступил в командование; примером своим поощрял подчиненных к отличному исполнению своего долга. Представлен к подполковничьему чину», который получил 21.11.1812; с 30.08.1816 — полковник. Участвовал в битвах под Витебском, Смоленском, Вязьмой (1812), в сражении при Дрездене (1813), во взятии Парижа. Был награждён Золотым оружием с надписью «За храбрость» (1813)
Был произведен в генерал-майоры и назначен командиром 2-й бригады 25-й пехотной дивизии (08.07.1820), которую возглавлял до 03.10.1820. За выслугу лет получил орден Святого Георгия IV класса (№ 3695; 26 ноября 1823).
В 1831 году был назначен комендантом в Казань.
Генерал-лейтенант с 17 марта 1845 года; с 14 марта 1846 года был назначен присутствующим в московском департаменте Сената; затем был первоприсутствующим в Общем собрании московских департаментов сената.
Генерал от инфантерии с 01 января 1864 года.
Московский некрополь сообщает, что он умер 26 февраля (10 марта) 1871 года, прослужив в офицерских чинах 72 года; похоронен на кладбище Новодевичья монастыря. Н. А. Мурзанов даёт дату смерти 27 февраля 1871 года. В Ежегоднике русской армии указана дата смерти — 4 (16) марта 1871 года. По информации Половцова, он умер 26 февраля 1874 года.

## Награды
- орден Св. Анны 4-й ст. (1812)
- орден Св. Владимира 4-й ст. с бантом (1812)
- орден Св. Анны 2-й ст. (1813)
- Золотое оружие «За храбрость» (1813)
- орден Св. Георгия 4-й степени (за 25 лет выслуги; 1823)
- орден Св. Станислава 2-й ст. со звездой (1834)
- Золотое оружие за XXV лет (1836)
- орден Св. Станислава 1-й ст. (1841)
- орден Св. Анны 1-й ст. (1841)
- Золотое оружие за XL лет (1851)
- орден Св. Владимира 2-й ст. (1852)

иностранные
- орден Pour le Mérite (1814)
- орден Св. Маврикия (1815)

## Семья
Жена: Варвара Евграфовна (урождённая Мосолова, в 1-м браке — Лебедева) — благотворительница, основательница московского Александро-Мариинского института, вице-председательница Дамского попечительства о бедных, председательница Московского совета детских приютов; кавалерственная дама ордена Святой Екатерины